# Carl Ekstrand
Carl Richard Ekstrand, född 1838, död 1920, lektor i mekanik vid Chalmers tekniska läroanstalt i Göteborg och filosofie doktor.
Ekstrand tog sin filosofie kandidat vid Uppsala universitet 1863. Efter tre års praktiserande på ritkontor och mekaniska verkstäder blev han lärare vid Teknologiska Institutet, Kungliga Sjökrigsskolan och Högre artilleriläroverket, dels i fysik dels i matematik. Till höstterminen 1871 tillträdde han som lektor i teoretisk och tillämpad mekanik vid Chalmersska institutet, och fullborda samtidigt sina akademiska studier och erhöll sin filosofie doktor i Uppsala 1872. Samma år valdes han in i styrelsen för Slöjdföreningens skola i Göteborg, där han verkade fram till 1906. 1881 blev han Slöjdföreningens Skolas föreståndare, och från 1899 fungerade han som vice ordförande i styrelsen. Under åren 1891-1996 var han istället vikarierande föreståndare för Chalmersska institutet. 1905 pensionerade han sig från sitt lektoratet och året därpå valdes han in som hedersledamot i Slöjdföreningens styrelse.
Han var prisdomare och juryman vid Världsutställningen i Chicago 1893, vid Allmänna konst- och industriutställningen i Stockholm år 1897 och vid Helsingborgsutställningen 1903.
Han var son till Johan Ekstrand och bror till kemisten Åke Gerhard Ekstrand.